# Gem Smashers
Gem Smashers, conocido en Japón como Pazunin Uminin no Puzzle de Nimu (パズにん～うみにんのパズルでにむ～, Pazunin Uminin no Pazuru de Nimu), es un videojuego de puzle desarrollado en Italia por Frame Studios y distribuido por Metro3D, Inc. para la Game Boy Advance. El juego fue lanzado en Norteamérica el 1 de julio de 2003, y en Japón el 21 de noviembre de 2003.

## Desarrollo y lanzamiento
El juego fue desarrollado por tres personas. Gem smashers fue anunciado originalmente en 2002 bajo el título provisional «Bau Bam Bom», formado con los nombres de los tres personajes jugables. El juego fue lanzado en la Wii y la Nintendo 3DS el 8 de noviembre de 2011, en iOS el 15 de noviembre de 2012, en la PlayStation 4 y la PlayStation Vita el 3 de marzo de 2017, en la Nintendo Switch el 15 de marzo de 2018, y en la Xbox One el 2 de noviembre de 2018.

## Recepción
El juego ha recibido reseñas generalmente positivas, de acuerdo al sitio web agregador de reseñas Metacritic. IGN señaló que el juego fue «uno de los juegos de puzle más originales de la GBA hasta ahora».